# Kobieta za ladą
Kobieta za ladą (czes. Žena za pultem) – 12-odcinkowy serial produkcji czechosłowackiej  w reżyserii Jaroslava Dudka na podstawie scenariusza Jaroslava Dietla.
W ówczesnej manierze propagandowej serial miał ukazywać pozytywne warunki życia w okresie realnego socjalizmu. Utrzymany w dzisiejszej konwencji kina familijnego, popularny w okresie PRL, był dwukrotnie emitowany w TVP w latach 80; później również m.in. przez stacje Kino Polska i TVS.
Rolę główną napisano pierwotnie dla Jany Hlaváčovej, ostatecznie powierzono ją mocno zaangażowanej politycznie J. Švorcovej (była m.in. członkiem KC KPCz).

## Treść
Główna bohaterka – Anna Holubova, będąc tuż po rozwodzie, zatrudnia się jako sprzedawczyni w dużym sklepie samoobsługowym. Choć dość łatwo nawiązuje kontakt z nowym otoczeniem i zostaje w nim zaakceptowana, zmaga się z różnymi kłopotami i uciążliwościami codziennego życia w pracy i w domu. Zarazem stara się być troskliwą i działającą wychowawczo matką dla 17-letniej córki Michaliny i młodszego syna Petra. Praca w sklepie  otwiera przed nią nowy rozdział życia, gdy poznaje tam również nowego partnera, zakochując się z wzajemnością w jednym z klientów. Jej osobiste perypetie ukazane są na tle losowych przypadków jej współpracowników z praskiego supersamu.

## Obsada
- Jiřina Švorcová – Anna Holubova
- Petr Haničinec – Karel Brož
- Vladimír Menšík – Vaclav Karas, kierownik supersamu
- Dana Medřická – matka Anny
- Jana Boušková – Michalina (Michala), córka Anny
- Jan Potměšil – Piotr (Petr), syn Anny
- Josef Langmiler – Jiři Holub, były mąż Anny
- Hana Maciuchová – Olina Škarapesova, koleżanka Anny
- Jaromír Hanzlík – magazynier Oskar Hemerlik
- Zdeněk Řehoř – Vilimek, zastępca kierownika sklepu
- Vladimír Hlavatý – magazynier František Dominik
- Lenka Termerová – Jiřinka Romanova z działu warzywnego
- Marie Motlová – „babcia” Kubankova ze skupu opakowań szklanych
- Daniela Kolářová – kasjerka Sonia
- Božena Böhmová – kasjerka Mlynařova
- Karolina Slunéčková – ekspedientka Kalaškova
- Simona Stašová – praktykantka Zuzana
- Kateřina Burianová – Lad’a Cyrilkova z działu mięsnego
- Blažena Holišová – ekspedientka z warzywniaka
- Bedřich Prokoš – ojciec Broža
- Slávka Budínová – żona Vilimka
- Soběslav Sejk – Josef, kolega kierownika Karasa
- Ladislav Frej – dostawca Radek
- Eduard Cupák – Jaromir, mąż Oliny
- Josef Bláha – kolejarz Vavřinec, sąsiad Holubovej
- Růžena Merunková – jego żona

## Kolejność odcinków
1. Styczeń – Anna podejmuje pracę
2. Luty – Jiřinka z warzywnego
3. Marzec – Przypadek zastępcy szefa
4. Kwiecień – Historia Lad’i z mięsnego i magazyniera Oskara
5. Maj – Przypadek starego Dominika
6. Czerwiec – Zwycięstwo pani Kalaškovej
7. Lipiec – Historia praktykantki Zuzanny
8. Sierpień – Awantura między dwiema kasjerkami
9. Wrzesień – Przypadek emerytki Kubankovej
10. Październik – Co przydarzyło się synowi szefa
11. Listopad – Ślub Olinki z delikatesów
12. Grudzień – Boże Narodzenie Anny Holubovej